# Frank M. Raddatz
Frank-Michael Raddatz (* 1956 in Hannover) ist ein Publizist, Dramaturg und Theaterregisseur.

## Leben und Werk
Raddatz wurde an der Universität Hannover mit seiner Dissertation über Heiner Müller promoviert.
Er veröffentlichte zwei Interviewbände mit Heiner Müller und arbeitete als Dramaturg unter anderem mit Dimiter Gotscheff, Theodoros Terzopoulos, Einar Schleef, Valery Fokin und Tadashi Suzuki am Schauspiel Köln, am Staatstheater Hannover, am Staatstheater Stuttgart, am Düsseldorfer Schauspielhaus sowie am Berliner Ensemble und an der Volksbühne am Rosa-Luxemburg-Platz. Als Regisseur trat er mit Inszenierungen von Außer diesem Stern ..., Achill in Modern Wars, Die Rache des Achill, Hysteria oder Brechts LAB und Warming up hervor.
2019 gründete er zusammen mit der Polarforscherin und Meeresbiologin Antje Boetius im Kontext der Humboldt-Universität zu Berlin das Theater des Anthropozän, dessen künstlerischer Leiter er ist. Dieses ökologische Theater ist an der Schnittstelle Kunst / Wissenschaft angesiedelt und kooperiert unter anderem mit der Berlin University Alliance, dem Karlsruhe Institut für Technologie (KIT), dem DFG Kolleg Zukünfte der Nachhaltigkeit und verschiedenen Stiftungen. Die Bühne gastierte an zahlreichen Orten zwischen Dessau, Halle und Senftenberg, Hamburg, Hannover, Karlsruhe, Nantesbuch und Freising.
Raddatz war bis 2014 Mitglied der Redaktionsleitung der Zeitschrift Theater der Zeit und arbeitet seither fest als Publizist für die Zeitschrift Lettre International.
Lehrtätigkeiten führten ihn an die Universität Hannover, die Universität Mainz, der Universität Düsseldorf, die Universität Bochum, die Universität zu Köln sowie die Universität Greifswald.

## Publikationen (Auswahl)
- Zur Lage der Nation. Heiner Müller im Interview mit Frank M. Raddatz. Rotbuch, Berlin 1990, ISBN 3-88022-023-9.
- Dämonen unterm Roten Stern. Zu Geschichtsphilosophie und Ästhetik Heiner Müllers. Zugl. Dissertation. Metzler, Stuttgart 1991, ISBN 3-476-00752-9.
- Jenseits der Nation. Heiner Müller im Interview mit Frank M. Raddatz. Rotbuch, Berlin 1991, ISBN 3-88022-059-X.
- Botschafter der Sphinx. Zum Verhältnis von Ästhetik und Politik am Theater an der Ruhr. Theater der Zeit, Berlin 2006, ISBN 3-934344-76-3.
- als Hrsg.: Reise mit Dionysos. Das Theater des Theodoros Terzopoulos. Theater der Zeit, Berlin 2006, ISBN 3-934344-68-2.
- Brecht frißt Brecht. Neues episches Theater im 21. Jahrhundert. Henschel, Berlin 2007, ISBN 978-3-89487-566-4.
- Der Demetriusplan oder wie sich Heiner Müller den Brechtthron erschlich. Theater der Zeit, Berlin 2010, ISBN 978-3-940737-70-0.
- Republik Castorf. Die Volksbühne am Rosa-Luxemburg-Platz Berlin seit 1992. Gespräche. Alexander Verlag, Berlin 2016, ISBN 978-3-89581-377-1.
- Performative Strategien 1: Acting Cities. Mit Fotografien von Sylvia Rothweiler. Englisch/Deutsch, Alexander Verlag, Berlin 2016, ISBN 978-3-89581-412-9.
- als Hrsg.: Heiner Müller: Der amerikanische Leviathan. Suhrkamp Verlag, Berlin 2020, ISBN 978-3-518-12756-8.
- Das Drama des Anthropozän. Theater der Zeit, Berlin 2021, ISBN 978-3-95749-340-8.